# Rhynchina leucogonia
Rhynchina leucogonia là một loài bướm đêm trong họ Erebidae.